# Ignaz Fränzl

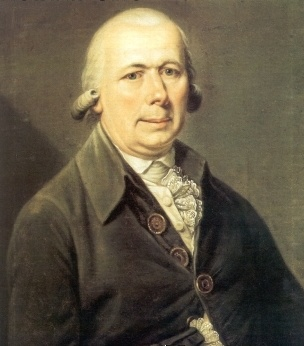
Ignaz Fränzl, Porträt von Johann Wilhelm Hoffnas (1727–1795)

Igna(t)z Franz Joseph Fränz(e)l (getauft 4. Juni 1736 in Mannheim; † 3. September 1811 ebenda) war ein deutscher Komponist, Kapellmeister, Geiger und Bratschist.

## Leben
Der Sohn des Trompeters Ferdinand Rudolph Fränzl spielte seit 1747 als „Accessist“ Violine in der Mannheimer Hofkapelle. Achtzehnjährig war er Geiger im Orchester, und bereits 1759 verdiente er mit einem Jahressalär von 500 Gulden mehr als Mozart in seiner Salzburger Zeit. Er unternahm Konzertreisen, u. a. 1768 nach Paris und 1786 nach Wien. 1773 wurde er gemeinsam mit Giovanni Battista Toeschi (1735–1800) Konzertmeister des Mannheimer Hoforchesters.
Im Jahr 1777 lernte Fränzl Wolfgang Amadeus Mozart kennen, der nach einer Konzertreise mit seiner Mutter Mannheim besuchte, und der sich über Fränzl als Geiger sehr positiv äußerte. Nachdem der Kurfürst Karl Theodor seine Residenz von Mannheim nach München verlegt hatte, begründete Fränzl mit den verbliebenen Musikern des Hoforchesters die Akademie-Konzerte. Im Jahr 1779 wurde Fränzl Kapellmeister des neu gegründeten Nationaltheater-Orchesters; er hatte diese Stelle bis 1803 inne. 1789 war Johann Anton André aus Offenbach als Violinist Orchester-Mitglied. Sein Nachfolger wurde der Cellist Peter Ritter.
Als Komponist trat Fränzl u. a. mit zwei Sinfonien, einem Bläserquintett, mehreren Violinkonzerten und je sechs Streichtrios und -quartetten hervor. Zu seinen Schülern zählen der Geiger Friedrich Wilhelm Pixis und die Sängerin Marianne Crux. Auch sein Sohn Ferdinand Fränzl wurde als Geiger bekannt.

## Werke
- Op. 1: Deux Concerto a Violon principal, premier et second Dessus, Alto et Basse, Flutes ou Hautbois et deux Cors ad Libitum (Paris)
- Op. 2: Six Trios pour deux Violons et Basse (Paris, 1770; Lyon)
- Op. 6: Trois Quatuors a deux Violons ou une Flaut un Violon Alto et Basse (Paris, 1777)
- Sinfonie periodique a plusieurs Instruments (Mannheim)
- 2 Sinfonie in Sinfonie a più Strumenti composte da vari Autori (Paris)